# 帕德纽克
帕德紐克（波蘭語: Padniewko, [pad'ńe1fko]）是坐落於波蘭中北部庫亞維-波美拉尼亞省莫吉爾諾縣境内的一個村莊。其位於莫吉尔诺西北大约4公里处，同时与北面的比得哥什相距51公里。
根據2006年的統計，村里人口接近400。十二世紀的时候帕德紐克首次被提到。現今其已漸漸成為莫吉爾諾的一個郊區。
当地传统而又主要的谋生手段和经济形式便是农业。在总共62家农场里，有10家面积超过50公顷、25家超过10公顷以及27家小于10公顷。和周边区域的情况类似，当地在服务业和手工业的就业状况正急剧恶化。